# Jesper Petersen (håndboldspiller)
 Der er flere personer med dette navn, se Jesper Petersen (flertydig).
Jesper Munk Petersen (født 18. december 1953 i København) er en tidligere dansk håndboldspiller som deltog under Sommer-OL 1976.
Han spillede håndbold for klubben Fredericia KFUM. I 1976 var han med på Danmarks håndboldlandshold som endte på en fjerdeplads under Sommer-OL 1976. Han spillede i fire kampe og scorede ét mål.